# S-Bahn Rhein-Neckar

Logo S-Bahn Rhein-Neckar

Die S-Bahn Rhein-Neckar bildet das Rückgrat des Schienenpersonennahverkehrs in der Metropolregion Rhein-Neckar. Mittelpunkt des S-Bahn-Systems ist der Ballungsraum um die Städte Mannheim, Heidelberg und Ludwigshafen am Rhein.
Der Verkehr wird von DB Regio Mitte betrieben und ist komplett in Verkehrsverbünde integriert. Jährlich legen die Züge rund 7,5 Millionen Zugkilometer auf einem etwa 603 Kilometer langen Streckennetz in den Ländern Rheinland-Pfalz, Baden-Württemberg, Hessen und dem Saarland zurück.

## Linien und Betrieb
Das Liniennetz der S-Bahn Rhein-Neckar ist mit rund 603 Kilometern Länge eines der größten S-Bahn-Netze Deutschlands. Der Kernbereich liegt in den Ländern Baden-Württemberg, Rheinland-Pfalz und Hessen. Mit Homburg berührt es das Saarland. Von den zehn Linien verkehren vier gebündelt im Abschnitt Schifferstadt–Ludwigshafen–Mannheim–Heidelberg. Jenseits dieser Stammstrecke befahren die Züge sechs Linienäste mit den Endpunkten Homburg (Saar), Osterburken, Karlsruhe, Germersheim, Eppingen, Aglasterhausen, Mainz, Bensheim und Groß-Rohrheim.
Die Linien der S-Bahn Rhein-Neckar verkehren wochentags in einem 30- bzw. 60-Minuten-Grundtakt. Der S-Bahn-Verkehr benutzt gemeinsame Trassen mit dem übrigen Schienenpersonennah- und -fernverkehr sowie mit dem Güterverkehr.

### Liniennetz
| Linien- nummer | Linienverlauf | Takt Mo–Fr (min) | Takt Sa (min)                 | Takt So (min)                 | seit             | Länge        | Stationen | Fahrzeit | Fahrzeug                    | Strecken                                                                  |
| -------------- | --- | --- | ----------------------------- | ----------------------------- | ---------------- | ------------ | --------- | -------- | --------------------------- | ------------------------------------------------------------------------- |
| S 1            | Homburg (Saar) Hbf <> Osterburken über Landstuhl – Kaiserslautern Hbf – Neustadt (Weinstr) Hbf – Schifferstadt – Ludwigshafen (Rhein) Hbf – Ludwigshafen (Rhein) Mitte – Mannheim Hbf – Heidelberg Hbf – Neckargemünd – Eberbach – Mosbach‐Neckarelz – Seckach – Zimmern – Adelsheim Nord – Osterburken | 60, zu 30 ergänzt durch S 2 | 60                            | 60                            | 2003, 2006       | 200 km       | 56        | 209 min  | BR 425                      | Mannheim–Saarbrücken, Rheintalbahn, Neckartalbahn, Neckarelz–Osterburken  |
| S 2            | Kaiserslautern Hbf <> Mosbach (Baden) über Neustadt (Weinstr) Hbf – Schifferstadt – Ludwigshafen (Rhein) Hbf – Ludwigshafen (Rhein) Mitte – Mannheim Hbf – Heidelberg Hbf – Neckargemünd – Eberbach – Mosbach‐Neckarelz                                                                                 | 60, zu 30 ergänzt durch S 1 | 60                            | 60                            | 2003             | 137 km       | 39        | 144 min  | BR 425                      | Mannheim–Saarbrücken, Rheintalbahn, Neckartalbahn, Neckarelz–Osterburken  |
| S 3            | Karlsruhe Hbf <> Karlsruhe Hbf über Wörth – Bellheim – Germersheim – Speyer Hbf – Schifferstadt – Ludwigshafen (Rhein) Hbf – Ludwigshafen (Rhein) Mitte – Mannheim Hbf – Heidelberg Hbf – Wiesloch-Walldorf – Bruchsal – Karlsruhe-Durlach                                                              | 60, zu 30 ergänzt durch S 4 Die Strecke Karlsruhe bis Germersheim bedienen ganzwöchig hauptsächlich die S 51 und S 52 der Stadtbahn Karlsruhe | 30, in den Tagesrandlagen 60  | 30, in den Tagesrandlagen 60  | 2003, 2006, 2023 | 104 km       | 29        | 108 min  | BR 425                      | Winden–Karlsruhe, Wörth–Schifferstadt, Mannheim–Saarbrücken, Rheintalbahn |
| S 33           | Bruchsal <> Germersheim über Graben-Neudorf | 60, Verstärkerfahrten im Berufsverkehr | 60                            | 60                            | 2011             | 32 km        | 11        | 30 min   | BR 425 (ehemals BR 612.628) | Bruhrainbahn                                                              |
| S 39           | Mannheim-Waldhof <> Mannheim Hbf (<> Karlsruhe Hbf) über Mannheim-Luzenberg (– Mannheim Hbf – Heidelberg Hbf – Wiesloch-Walldorf – Bruchsal – Karlsruhe-Durlach) | kein Takt | X                             | X                             | 2019             | 7 km (79 km) | 3 (20)    | 7 min    | BR 425                      | Riedbahn, Rheintalbahn                                                    |
| S 4            | Germersheim <> Bruchsal über Speyer Hbf – Schifferstadt – Ludwigshafen (Rhein) Hbf – Ludwigshafen (Rhein) Mitte – Mannheim Hbf – Heidelberg Hbf – Wiesloch-Walldorf – Bruchsal | 60, zu 30 ergänzt durch S 3 | 60, nur in den Tagesrandlagen | 60, nur in den Tagesrandlagen | 2003, 2006       | 83 km        | 27        | 91 min   | BR 425                      | Wörth–Schifferstadt, Mannheim–Saarbrücken, Rheintalbahn                   |
| S 4            | Ludwigshafen (Rhein) BASF Nord <> Germersheim über Ludwigshafen (Rhein) Hbf – Schifferstadt – Speyer Hbf | kein Takt | X                             | X                             | 2018             | 38 km        | 15        | 50 min   | BR 425                      | BASF-Werksbahn, Mannheim–Saarbrücken, Wörth–Schifferstadt                 |
| S 44           | Ludwigshafen (Rhein) BASF Nord <> Ludwigshafen (Rhein) Hbf | 60 | X                             | X                             | 2018             | 5 km         | 4         | 11 min   | BR 425 (ehemals BR 628)     | BASF-Werksbahn                                                            |
| S 5            | Heidelberg Hbf <> Sinsheim (Elsenz) Hbf <> Eppingen (<> Bad Rappenau) über Neckargemünd – Meckesheim – Sinsheim (Elsenz) Hbf | 30–60 | 30–60                         | 60                            | 2009             | 43 km        | 19        | 55 min   | Mireo                       | Neckartalbahn, Elsenztalbahn, Steinsfurt–Eppingen                         |
| S 51           | Heidelberg Hbf <> Meckesheim <> Aglasterhausen über Neckargemünd – Meckesheim | 60 HVZ: 30 | 60                            | 60                            | 2010             | 39 km        | 16        | 50 min   | Mireo                       | Neckartalbahn, Elsenztalbahn, Schwarzbachtalbahn                          |
| S 6            | Bensheim <> Mannheim Hbf <> Mainz Hbf (<> Wiesbaden Hbf) über Weinheim (Bergstr) Hbf – Neu-Edingen/Friedrichsfeld – Mannheim Hbf – Ludwigshafen (Rhein) Mitte – Ludwigshafen (Rhein) Hbf – Frankenthal Hbf – Worms Hbf                                                                                  | 60–30 | 60–30                         | 60–30                         | 2018             | 108 km       | 31        | 124 min  | Mireo                       | Main-Neckar-Bahn, Rheintalbahn, Mainz–Mannheim                            |
| S 7            | Hockenheim <> Heidelberg Hbf über Schwetzingen – Neu-Edingen/Friedrichsfeld | ein Zugpaar | X                             | X                             | 2022             |              | 6         | 26 min   | Mireo                       | Mannheim–Rastatt, Schwetzingen–Neu-Edingen, Main-Neckar-Bahn              |
| S 8            | Mannheim Hbf <> Biblis über Mannheim-Käfertal – Lampertheim | 6 Zugpaare | X                             | X                             | Dez. 2022        | 28 km        | 7         | 36 min   | Mireo                       | Riedbahn                                                                  |
| S 9            | Karlsruhe Hbf <> Mannheim Hbf <> Groß‑Rohrheim über Graben-Neudorf – Waghäusel – Hockenheim – Schwetzingen – Mannheim Hbf – Lampertheim – Biblis | 60–30–60 HVZ: 30–60 | 60–30–60                      | 60–30–60                      | 2020             | 89 km        | 24        | 87 min   | Mireo                       | Mannheim–Rastatt, Riedbahn                                                |

### Vorlauf zur S-Bahn-Linie 9
Im Rahmen der zweiten Ausbaustufe wurde die Linie, die zunächst noch als Regionalbahn-Linie gelaufen, jedoch bereits von der S-Bahn Rhein-Neckar betrieben worden war, in das S-Bahn-Netz aufgenommen. Nach dem Abschluss aller Maßnahmen wird das Streckennetz der S-Bahn Rhein-Neckar eine Gesamtlänge von 550 km aufweisen. Insgesamt 158 Stationen werden dann bedient.
Auf den Strecken wurden im Vorlaufbetrieb für die S-Bahn überwiegend Triebwagen der Baureihe 425 der ersten und (bis Anfang 2017) vierten Bauserie mit fest eingebauten Stufen eingesetzt. Inzwischen haben jedoch alle Fahrzeuge der vierten Bauserie die Neugestaltung durchlaufen und werden somit nicht mehr auf diesen Linien eingesetzt. Auf der Strecke Mannheim – Karlsruhe kamen in den Hauptverkehrszeiten zusätzlich lokbespannte Züge, bestehend aus der Baureihe 111 und n-Wagen, zum Einsatz, die jedoch mehr und mehr durch Doppeltraktionen der Baureihe 425 ersetzt wurden. Seit dem Fahrplanwechsel 2019/2020 am 15. Dezember 2019, bei dem auch das letzte verbliebene lokbespannte Zugpaar abgelöst wurde, ist der planmäßige Einsatz von n-Wagen auf dieser Verbindung Geschichte. Zugleich wurde im Vorgriff auf den nahenden S-Bahn-Betrieb ein Halbstundentakt zwischen Mannheim Hbf und Graben-Neudorf eingeführt.

### Fahrplankonzept
Alle neun aktuellen Hauptlinien (S 1, S 2, S 3, S 33, S 4, S 5, S 51, S 6, S 9) der S-Bahn Rhein-Neckar verkehren entweder in einem 60- oder 30 Minuten-Grundtakt. Durch größtenteils überlagernde Linienführungen ergibt sich im Kernbereich ein halbstündliches Taktangebot. Auf der gemeinsamen Stammstrecke der vier bundeslandübergreifenden Linien (S 1, S 2, S 3, S 4) zwischen Schifferstadt und Heidelberg Hbf fahren stündlich vier S-Bahn-Züge. Aufgrund von Abstimmungsproblemen kann dennoch kein reiner 15-Minuten-Takt realisiert werden, zumal vor allem in den Tagesrandzeiten sehr viele Züge verschiedener Linien vor der gemeinsamen Stammstrecke zusammengeführt und anschließend wieder geflügelt, verstärkt oder geschwächt werden.
Die S 39 verkehrt seit dem Fahrplanwechsel 2018/2019 im Dezember 2018 werktags mit drei Zugpaaren von Mannheim Hbf nach Mannheim-Waldhof. Zudem werden die Stationen Ludwigshafen-Rheingönheim und Ludwigshafen-Mundenheim von den Linien S 1 und S 3 in der Regel nicht angefahren, die Linie S 3 durchfährt vor 18:00 Uhr meist auch die Stationen Mannheim ARENA/Maimarkt und Mannheim-Seckenheim. Die Linien S 4 und die S 3-Verstärker werden in Germersheim meist als Linie S 33 nach Bruchsal durchgebunden.
Die S 5 (nach/von Sinsheim (Elsenz) Hbf und Eppingen) und S 51 (nach/von Aglasterhausen) werden oft in Meckesheim geteilt und zusammengeführt und fahren anschließend gemeinsam bis Heidelberg Hbf. Zwei Zugpaare der S 5 fahren bis nach Bad Rappenau. Zusätzlich wird dieser Takt durch einzelne Züge verdichtet, die als Regional-Express RE 5 verkehren und nicht an allen Unterwegsbahnhöfen halten. Ab etwa 21 Uhr verkehrt die S 51 nur im Abschnitt Meckesheim <> Aglasterhausen.
Die S 6 verkehrt täglich im Abschnitt Mannheim Hbf <> Mainz Hbf im 30-Minuten-Takt, zwischen Bensheim und Mannheim Hbf wird im 60-Minuten-Takt gefahren. Durch die zwischen Bensheim und Neu-Edingen/Friedrichsfeld parallel verkehrende Linie RB 67/68 entsteht auch hier ein 30-Minuten-Takt.
Die S 9 verkehrt zwischen Mannheim Hbf und Graben-Neudorf im 30-Minuten-Takt und zwischen Mannheim Hbf und Groß-Rohrheim sowie zwischen Graben-Neudorf und Karlsruhe Hbf im 60-Minuten-Takt. Zu den Hauptverkehrszeiten gibt es einen 30-Minuten-Takt von Mannheim Hbf bis Karlsruhe Hbf. Zusätzlich wird dieser Takt durch einzelne Züge verdichtet, die als Regional-Express (bezeichnet als „RE 9“) verkehren und nicht an allen Unterwegsbahnhöfen halten.
Die Linien S 44, S 7 und S 8 verkehren nur montags bis freitags mit einzelnen Zugpaaren.
Neben den S-Bahnen der Linien S1/S2 zwischen Mannheim Hbf und Homburg, entlang der kompletten Strecke der S 6 sowie entlang der Linie S 9 zwischen Mannheim Hbf und Groß-Rohrheim verkehren parallel Regional-Express-Züge im 1- bzw. 2-Stunden-Takt, die das Angebot weiter verdichten, aber einige Halte auslassen.
Während die Linien zum Teil von 5:00 Uhr bis 1:30 Uhr verkehren, wird der Regeltakt nur zwischen etwa 8 Uhr und 21 Uhr eingehalten. Zu den Tagesrandzeiten verkehren die Linien hingegen nachfrageorientiert außerhalb der Taktzeiten, bisweilen gehen auch Teilabschnitte verschiedener Linien umlaufmäßig ineinander über.

### Tarifbestimmungen
Die Linie S 2 liegt auf der gesamten Strecke innerhalb des Verkehrsverbundes Rhein-Neckar (VRN), die Linie S 1 bis auf die letzte Station – Homburg (Saar) Hbf im Saarländischen Verkehrsverbund (saarVV) – ebenfalls. VRN-Fahrkarten gelten nach Homburg nur auf dieser Eisenbahnstrecke sowie für Umsteigeverbindungen zurück ins VRN-Gebiet über Waldmohr, Vogelbach, Bechhofen oder Zweibrücken. Zwischen Hochspeyer und Homburg (Saar) gilt außerdem der Übergangstarif Westpfalz/östliches Saarland. Es gibt in diesem Tarif auch Tages- und Gruppentageskarten. Der Übergangstarif östliches Saarland gilt außerdem im gesamten Landkreis Südwestpfalz.
Die Linien S 3 und S 4 liegen zwischen Germersheim und Bad Schönborn Süd innerhalb des Verkehrsverbundes Rhein-Neckar, Zeitkarteninhabern werden für die Weiterfahrt bis Bruchsal bzw. Karlsruhe Hbf Übergangtickets angeboten. Zwischen Bad Schönborn-Kronau und Karlsruhe Hbf gilt der Tarif des Karlsruher Verkehrsverbundes (KVV). Auf der Linie S 33 gilt im Abschnitt Germersheim <> Huttenheim ein Übergangstarif zum KVV, der Abschnitt Huttenheim <> Bruchsal liegt ausschließlich im Bereich des KVV-Tarifes. Die Linie S 39 liegt zwischen Mannheim-Waldhof und Bad Schönborn Süd innerhalb des VRN-Gebietes, zwischen Bad Schönborn-Kronau und Karlsruhe Hbf gilt der KVV-Tarif.
Die Linie S 5 liegt bis zum Haltepunkt Reihen komplett innerhalb des VRN. Die letzten drei Stationen (Ittlingen, Richen (bei Eppingen) und Eppingen) liegen im Übergangsgebiet zum Heilbronner–Hohenloher–Haller Nahverkehr (HNV). Während VRN-Fahrscheine der Preisstufe 7 (Gesamtnetz) grundsätzlich auch für diese Wabe (Nr. 217) gültig sind, sind für Zeitkarten im Ausbildungsverkehr zeitliche Einschränkungen vorgesehen. Für Fahrten zu den Orten entlang der Bahnstrecke nach Eppingen gelten außerdem  alle VRN-Fahrkarten, sofern für die Fahrt eine Anwendung des HNV-Tarifes nicht möglich ist (ausgenommen Ausbildungs-Zeitkarten). Für Fahrten zwischen Hoffenheim und dem HNV-Gebiet gelten HNV-Fahrkarten. Die auf einem Teilstück gemeinsam mit der Linie S 5 verkehrende Linie S 51 liegt – wie die Linie S 2 – auf der gesamten Strecke innerhalb des VRN.
Die Linie S 6 liegt von Mainz Hbf bis Guntersblum im Tarifgebiet des Rhein-Nahe-Nahverkehrsverbundes (RNN), von Alsheim bis Bensheim im Tarifgebiet des VRN. Die Lücke der Verbundgebiete zwischen Alsheim und Guntersblum wurde zum 1. Januar 2008 geschlossen. Im Bereich der Stadt Mainz, also zwischen Mainz Hbf und dem Haltepunkt Mainz-Laubenheim, gilt neben dem RNN-Tarif auch der Tarif des Rhein-Main-Verkehrsverbundes (RMV). Zwischen Bensheim und Weinheim-Lützelsachsen gilt neben dem VRN-Tarif auch der Übergangstarif RMV–VRN, sofern der Start-/Zielbahnhof im RMV-Gebiet liegt.
Die Linie S 9 liegt zwischen Groß‑Rohrheim und Neulußheim komplett innerhalb des VRN. Waghäusel (mit den Stationen Waghäusel und Wiesental) liegt im Übergangsgebiet zum KVV. Hier gelten alle Fahrscheine des KVV und des VRN vollumfänglich, für Fahrten innerhalb des Stadtgebietes werden jedoch ausschließlich Fahrscheine des KVV ausgegeben. Ab Graben-Neudorf bis Karlsruhe Hbf gilt dann ausschließlich der KVV-Tarif. Im hessischen Abschnitt zwischen Groß-Rohrheim und Lampertheim gilt – wie bei der Linie S 6 zwischen Bensheim und Lützelsachsen – bei Fahrten in und aus dem RMV-Gebiet neben dem VRN-Tarif auch der Übergangstarif RMV–VRN. Die auf einem Teilstück gemeinsam mit der Linie S 9 verkehrende Linie S 8 liegt – wie die Linien S 2 und S 51 – auf der gesamten Strecke innerhalb des VRN.
Fahrscheine müssen grundsätzlich vor Fahrtantritt gelöst werden. Anfangs befand sich in allen Zügen ein Fahrkartenautomat, dessen Benutzung jedoch nur erlaubt war, falls der Automat am Zustiegsbahnhof defekt war. Zur Entwertung von VRN- bzw. KVV-Fahrkarten standen Entwerter in den Fahrzeugen zur Verfügung, die im Zuge der Neugestaltung ausgebaut wurden.
In Baden-Württemberg ermöglichte das RegioTicket Baden-Württemberg die Überbrückung von zwei Verkehrsverbünden in DB-Zügen. Die Strecke durfte dabei 50 Kilometer pro Fahrtrichtung nicht überschreiten. Es galt für eine Person zur Hin- und Rückfahrt am gleichen Tag. Das Ticket wird seit 2011 wegen zu geringer Nachfrage nicht mehr angeboten.

## Geschichte

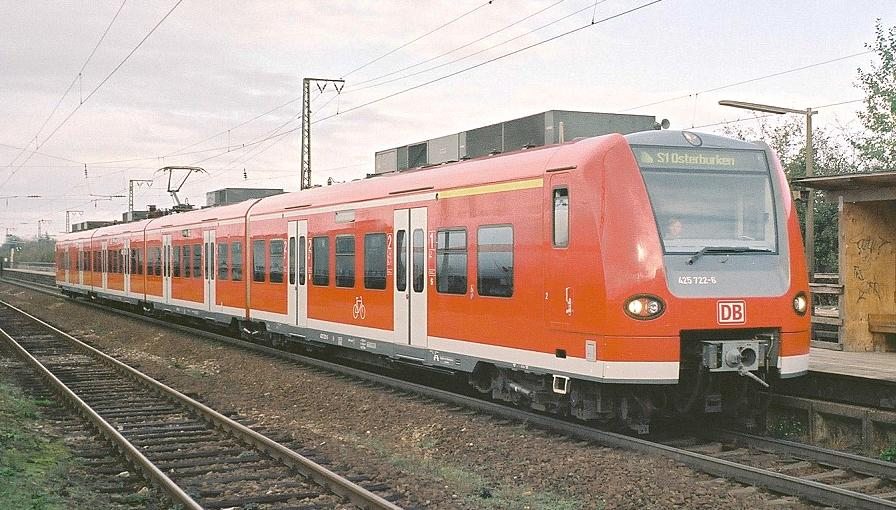
Zug der Linie S 1 am Haltepunkt Mannheim Rangierbahnhof, jetzt Mannheim Arena/Maimarkt

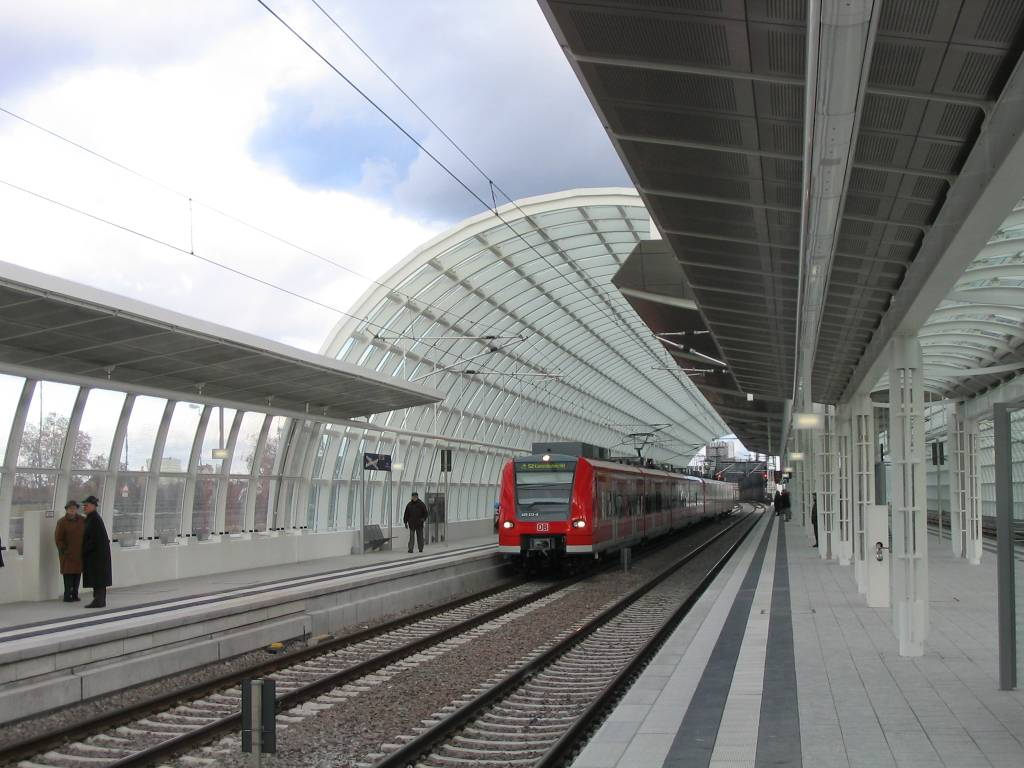
Der Bahnhof Ludwigshafen (Rhein) Mitte

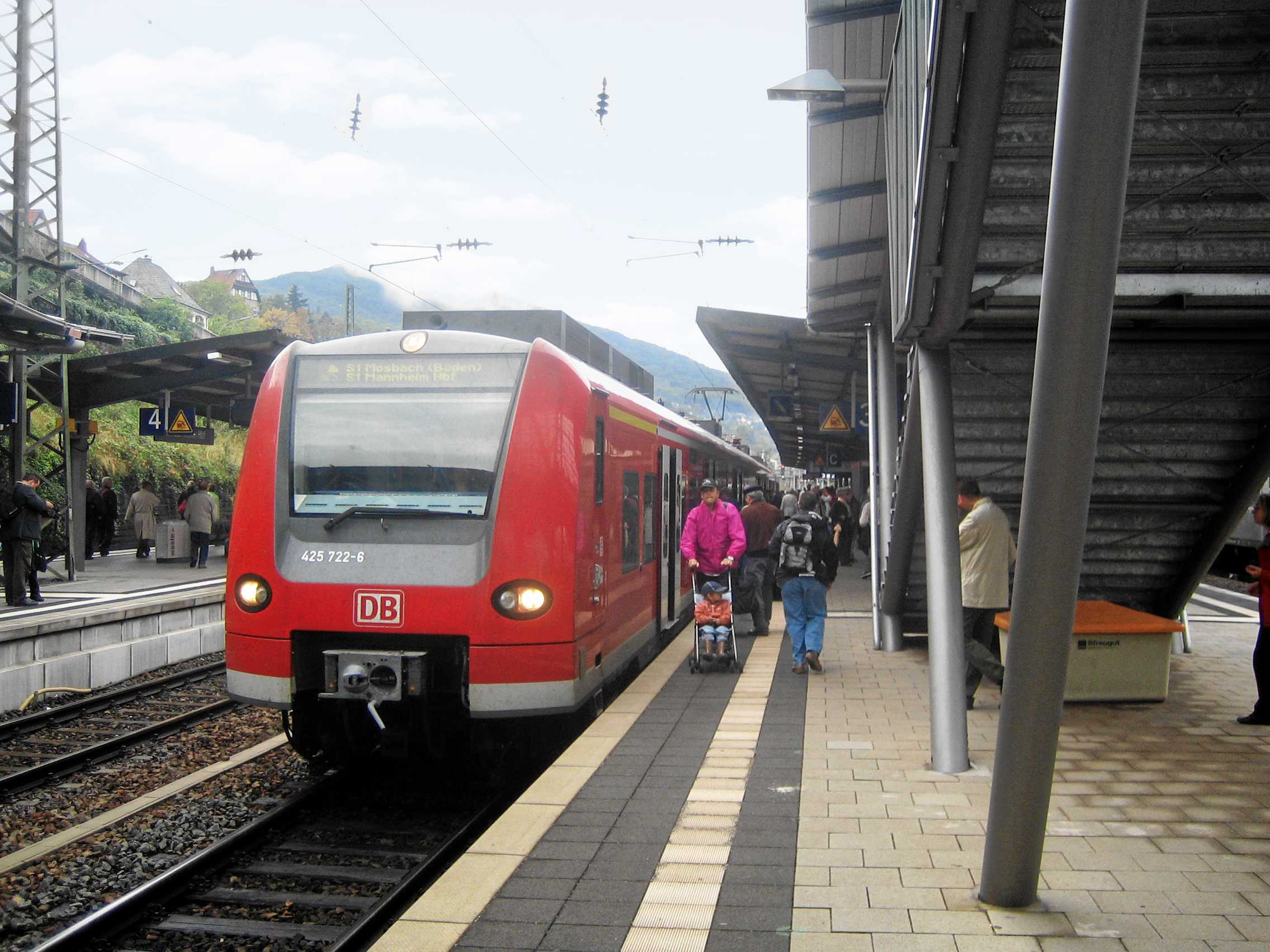
Zug der Linie S 1 in Neustadt (Weinstraße) Hauptbahnhof

### Vorgeschichte
Bereits 1973 gründeten die Deutsche Bundesbahn, die Deutsche Bundespost sowie die Städte Mannheim, Ludwigshafen und Heidelberg die Nahverkehrsgemeinschaft Rhein-Neckar, unter anderem mit dem Ziel, ein S-Bahn-Konzept in der Region Rhein-Neckar umzusetzen. Damals wurde der Betriebsbeginn für das Jahr 1977 erwartet.
Nachdem die Planungen mehrfach verzögert wurden – unter anderem durch Machbarkeitsstudien mit eher negativem Ergebnis, die deutsche Wiedervereinigung und die Bahnreform –, unterzeichneten im März 1996 die drei Bundesländer, die Deutsche Bahn und der Zweckverband Verkehrsverbund Rhein-Neckar (als Zusammenschluss der Landkreise und Gemeinden) einen Bau- und Finanzierungsvertrag für den S-Bahn-Betrieb. Damals war das Netz von Neustadt und Speyer bis Eberbach und Bruchsal mit 26 Stationen vorgesehen, ferner „Optionsstrecken“ nach Kaiserslautern, Germersheim, Mosbach und Karlsruhe. Anfang 2001 wurde in einem zweiten Bau- und Finanzierungsvertrag die „Streckenerweiterung S-Bahn Rhein-Neckar“ beschlossen, welche die Optionsstrecken und die Erweiterung bis Osterburken umfasste.

### Erste Ausbaustufe
Nach europaweiter Ausschreibung wurde der Betrieb der S-Bahn Rhein-Neckar für zwölf Jahre – vom turnusgemäßen Fahrplanwechsel 2003/2004 am 14. Dezember 2003 bis Dezember 2015 – an die DB Regio vergeben. Die Bewerbung der Bietergemeinschaft der DB Regio zusammen mit den Verkehrsunternehmen der Städte Heidelberg, Ludwigshafen und Mannheim musste kurz vor Ausschreibungsende wegen kartellrechtlicher Bedenken zurückgezogen werden, da alle genannten städtischen Verkehrsunternehmen schon Anteile an des regionalen Busunternehmens Busverkehr Rhein-Neckar (BRN) hielten, die eine Tochtergesellschaft der DB Regio ist und ihr Liniennetz in einem Bereich unterhält, das beinahe deckungsgleich mit dem der S-Bahn Rhein-Neckar ist. Auch war der 2004/05 vollzogene Zusammenschluss der genannten städtischen Nahverkehrsunternehmen zur Rhein-Neckar-Verkehr (RNV) schon in Vorbereitung. Damit wäre der gesamte Nahverkehr der Region in Händen der RNV und zweier von ihr mitkontrollierten Unternehmen, nämlich BRN und der Bietergemeinschaft S-Bahn, gewesen. Geboten hatten auch die Eurobahn, die nach Ausschreibungsproblemen jedoch wieder zurücktrat, sowie ein Konsortium aus trans regio und Connex.
Im Vorfeld wurden ab 2001 die Strecken und Bahnhöfe für die S-Bahn vorbereitet. Das Investitionsvolumen belief sich alleine für Baumaßnahmen auf 260 Millionen Euro. Hinzu kamen nochmals 190 Millionen Euro für die Anschaffung neuer Fahrzeuge.
Neben der für die Kapazitätserhöhung dringend erforderlichen zusätzlichen Rheinbrücke zwischen Mannheim und Ludwigshafen entstand für den Fernverkehr eine Neubaustrecke zur Umfahrung des Bahnhofs Schifferstadt. Auch der Bahnhof Ludwigshafen (Rhein) Mitte am Berliner Platz wurde komplett neugebaut. Für die Wartung der Züge wurde auf dem Gelände des Ludwigshafener Hauptbahnhofes zudem eine neue S-Bahn-Werkstatt errichtet.
Bei den Bahnhöfen und Haltepunkten an den Strecken wurde auf eine weitgehend einheitliche Ausstattung besonderer Wert gelegt. Die Bahnsteige wurden auf 76 Zentimeter erhöht und bekamen barrierefreie Zugänge, zum Teil durch Aufzüge. Außerdem erhielten sie neue Bahnsteigausstattungen wie Wartehäuschen und Sitzbänke.
Lediglich die Bahnsteige der Haltepunkte Mannheim-Seckenheim, Mannheim Rangierbahnhof, Ludwigshafen-Mundenheim und Ludwigshafen-Rheingönheim wurden provisorisch mit Erhöhungen aus Holzplanken versehen, da dort noch nicht endgültig über die Gleisinfrastruktur bzw. die künftige Lage der Bahnsteige entschieden worden war. Der endgültige Ausbau der beiden Ludwigshafener Bahnhöfe Mundenheim und Rheingönheim (Umbau des Mittelbahnsteiges und Aufgabe des Hausbahnsteiges) begann nach mehreren Verzögerungen im Mai 2008. 2010 wurde dann auch mit dem Bau der Erweiterung von zwei auf drei Gleise zwischen der Umfahrung von Schifferstadt und Ludwigshafen-Rheingönheim begonnen.
In Mannheim-Friedrichsfeld Süd wurden der Zugang von Süden über die stillgelegten Gleise der Güterstrecke angelegt und diese hierfür stillgelegt und zugeschüttet.

#### Verlängerung nach Germersheim
Mit der Verlängerung der Linie Mannheim–Speyer bis nach Germersheim wurde Ende 2006 die erste Ausbaustufe der S-Bahn Rhein-Neckar vollendet. Hierfür wurde der Streckenabschnitt elektrifiziert, und an drei Bahnhöfen fanden Umbauarbeiten statt. In Germersheim besteht seit Dezember 2010 Anschluss an die Linien S 51 und S 52 der Stadtbahn Karlsruhe in Richtung Wörth (Rhein) und Karlsruhe (Innenstadt).
Die Errichtung eines neuen Haltepunktes Speyer Süd wurde im Zuge der weitergehenden Planungen der zweiten Ausbaustufe der S-Bahn Rhein-Neckar vorgesehen. Die weitere Verlängerung über Graben-Neudorf bis Bruchsal geschah erst in der zweiten Ausbauphase.

#### Verlängerung nach Homburg

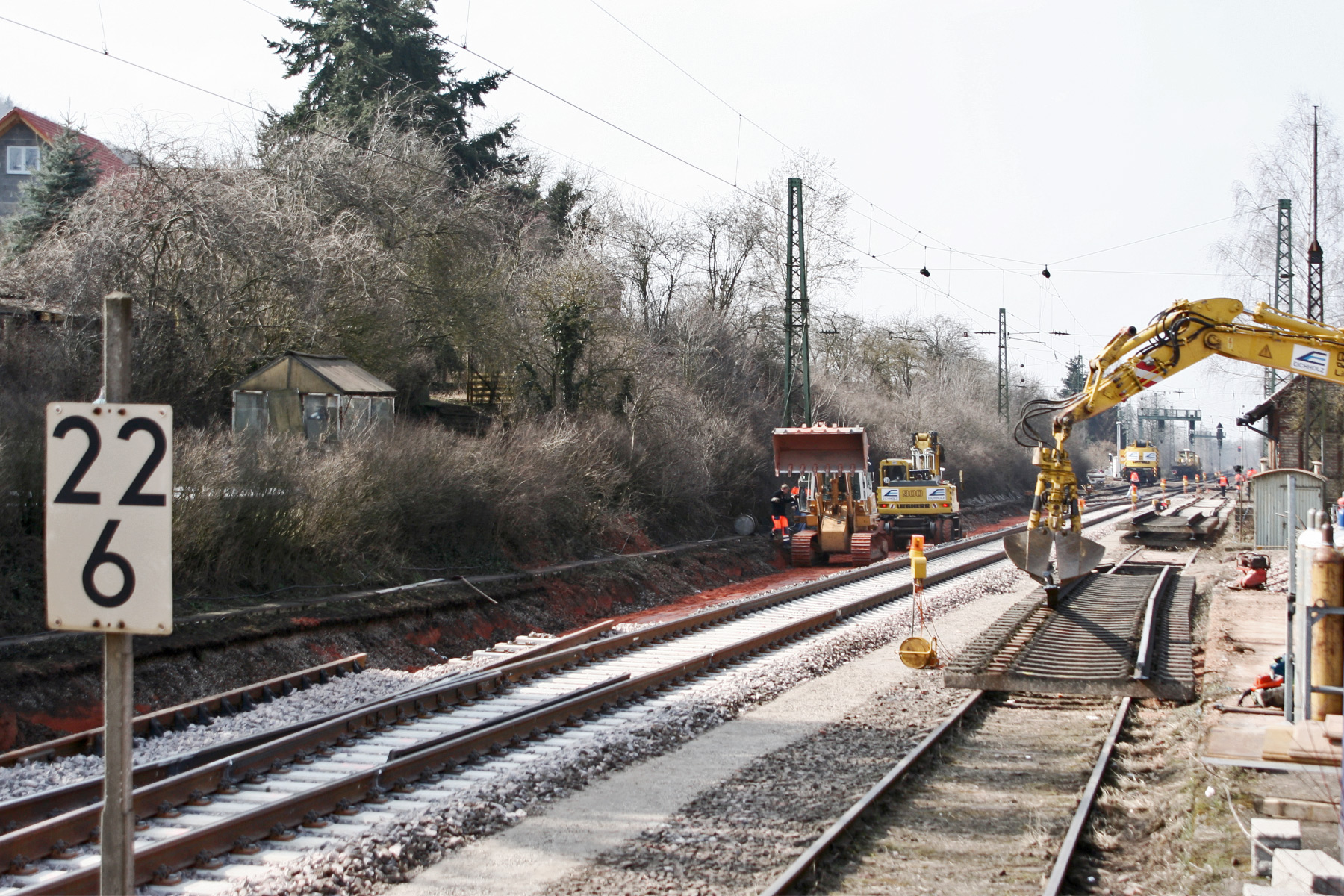
Ausbau zwischen Kaiserslautern und Homburg (März 2006)

In Vorbereitung auf die Fußball-Weltmeisterschaft 2006 wurde zudem eine Verlängerung der Linie Mannheim–Kaiserslautern (Bahnstrecke Mannheim–Saarbrücken) bis nach Homburg als Eilmaßnahme in Angriff genommen. Da die Arbeiten jedoch nicht rechtzeitig zur Fußball-Weltmeisterschaft vollendet werden konnten, wurde die Inbetriebnahme zum turnusgemäßen Fahrplanwechsel 2006/2007 im Dezember 2006 vorgenommen. Allerdings fährt nur die S 1 bis nach Homburg, die S 2 endet wie gehabt in Kaiserslautern. Die Stadt Homburg hat sich an dieser Erweiterung nicht finanziell beteiligt.

#### Strecke Heidelberg–Karlsruhe
Soweit sie diese Anforderung nicht bereits erfüllten, wurden sämtliche Stationen an der Strecke Heidelberg–Karlsruhe während der ersten Ausbaustufe auf 140 Meter Bahnsteiglänge ausgebaut, um den Halt von S-Bahn-Zügen in Doppeltraktion zu ermöglichen.
Zusätzlich gelten auch die weitergehenden Maßnahmen an den Stationen des Streckenteilabschnitts Heidelberg–Bruchsal als noch der ersten Ausbaustufe zugehörig. Bei sechs Stationen wurden die Bahnsteige auf 210 Meter verlängert, um wegen des erwarteten Verkehrsaufkommens auch S-Bahn-Züge in Dreifachtraktion einsetzen zu können. Am 15. Dezember 2019 wurde außerdem die neue Station Stettfeld-Weiher in Betrieb genommen.

### Zweite Ausbaustufe

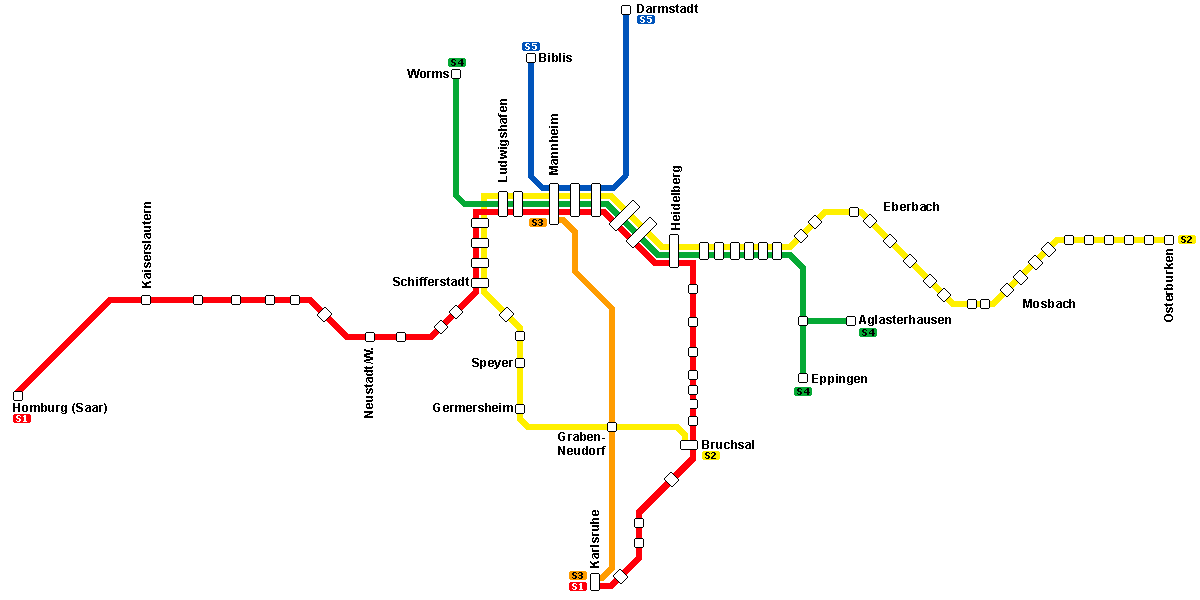
Ursprüngliche Netzplanung Realisierungsprogramm Rhein-Neckar-Takt 2010 aus dem Jahr 2004

Für die S-Bahn Rhein-Neckar wurde bereits kurz nach Betriebsbeginn eine zweite Ausbaustufe vorgesehen, um bislang noch nicht erschlossene Städte und Regionen in das S-Bahn-Netz zu integrieren. Der im Realisierungsprogramm Rhein-Neckar-Takt 2010 festgehaltene Zeitplan, der seit 2004 den weiteren Ausbau bis Homburg, Bruchsal, Karlsruhe, Eppingen, Darmstadt und Worms in den Jahren 2008 bis 2010 vorsah, wurde jedoch schon 2006 wieder verworfen. Gründe hierfür sind in der Kürzung der Regionalisierungsmittel im Zuge des so genannten Koch-Steinbrück-Papiers ebenso zu suchen wie in der Verschleppung der für die Kapazitätserhöhung im Norden der Region erforderlichen Infrastrukturmaßnahmen, insbesondere der Neubaustrecke Frankfurt–Mannheim.

#### Heidelberg–Eppingen/Aglasterhausen
Im November 2000 wurde vom Verkehrsforum 2000 erstmals eine Erweiterung nach Eppingen vorgeschlagen. Im August 2002 kam eine standardisierte Bewertung für die Elektrifizierung aller drei Strecken nach Aglasterhausen, Bad Friedrichshall-Jagstfeld und Eppingen zu einem Nutzen-Kosten-Verhältnis von 3,7; der Landrat und frühere Verbandsdirektor der Metropolregion Rhein-Neckar, Stefan Dallinger, erklärte hierzu, dass ihm kein Projekt mit einem derart guten Ergebnis bekannt sei. Im Dezember 2003 stimmte die Verbandsversammlung des ZRN der Modernisierung zu. Am 13. Mai 2004 wurde die Planungsvereinbarung unterzeichnet, am 20. September 2007 der Bau- und Finanzierungsvertrag.
Das Projekt sollte 81,5 Millionen Euro kosten, wovon 66,9 Millionen Euro zuwendungsfähige Baukosten waren, von denen nach dem Gemeindeverkehrsfinanzierungsgesetz die Bundesrepublik Deutschland 60 % und das Land Baden-Württemberg 20 % zahlten. Die restlichen Kosten übernahmen die Gemeinden und Landkreise.
Die Modernisierung der 78 Streckenkilometer umfasste 110 km Gleise, und etwa 1180 Oberleitungsmasten wurden gesetzt. Am 10. Oktober 2009 wurde die Oberleitung eingeschaltet.
Seit Dezember 2009 verkehrt die neue Linie S 5 von Heidelberg Hbf aus über die Neckar- und Elsenztalbahn nach Sinsheim bzw. stündlich weiter über die Bahnstrecke Steinsfurt–Eppingen nach Eppingen, wobei die zwei Heidelberger Haltepunkte Schlierbach/Ziegelhausen und Orthopädie dabei aus fahrplantechnischen Gründen bis Dezember 2016 nur vereinzelt bedient wurden, danach nur stündlich. Im Juni 2010 folgte die Linie S 51, die in Meckesheim auf die Badische Schwarzbachtalbahn abzweigt und stündlich nach Aglasterhausen führt.
In Eppingen besteht Anschluss an die Linie S 4 der Stadtbahn Karlsruhe bzw. Stadtbahn Heilbronn. Seit Dezember 2014 besteht mit der Einbindung der östlichen Elsenztalbahn in den Nordast der Stadtbahn Heilbronn zudem in Sinsheim Anschluss nach Heilbronn.

#### Verlängerung von Germersheim nach Bruchsal

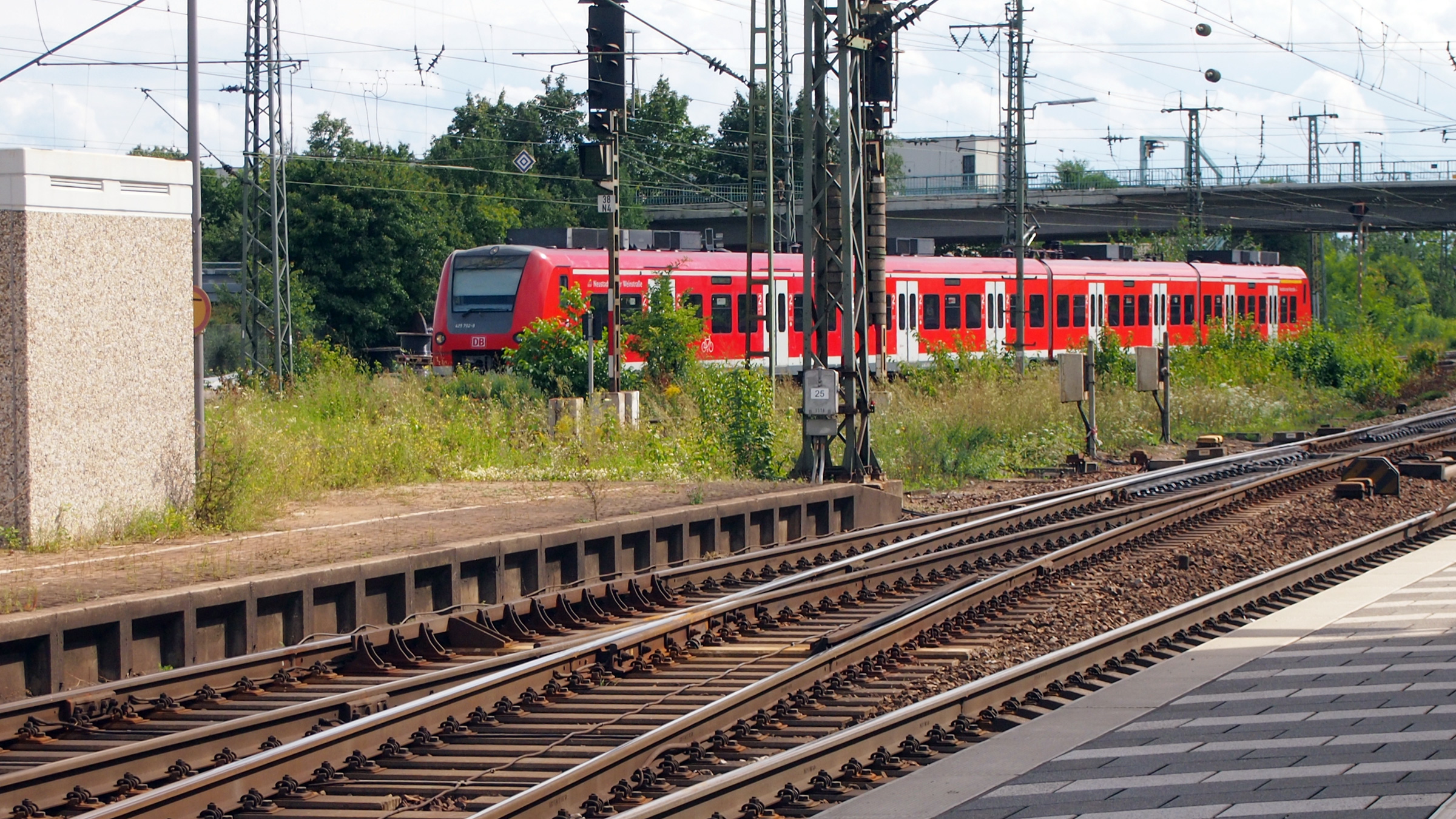
S 33 im Bahnhof Graben-Neudorf

Zur zweiten Ausbaustufe gehörte auch die Integration der Bruhrainbahn von Germersheim über Graben-Neudorf nach Bruchsal in das S-Bahn-Netz. Diese Strecke wurde zum Fahrplanwechsel 2011/2012 am 11. Dezember 2011 in das S-Bahn-Netz aufgenommen und wird in Verlängerung der Linie S 4 befahren, die in diesem Abschnitt jedoch als S 33 verkehrt, um die möglichen Verwirrungen zu vermeiden, wenn in Bruchsal Züge der Linie S 4 in dieselbe Richtung mit unterschiedlichen Zielen abfahren.
Hierfür waren Modernisierungsmaßnahmen und die Elektrifizierung zwischen Graben-Neudorf und Germersheim notwendig. Außerdem wurden die drei neuen Haltepunkte Germersheim Mitte/Rhein, Bruchsal Am Mantel und Bruchsal Sportzentrum gebaut. Der Ausbau der Strecke begann Anfang Juli 2010 und dauerte 17 Monate. Die Gesamtkosten der Infrastrukturmaßnahme betrugen zirka 31,7 Millionen Euro. Auch hier wurden alle Stationen behindertengerecht und barrierefrei ausgebaut. Als einzige Ausnahme musste der Haltepunkt Bruchsal Am Mantel noch für einen Teil des Jahres 2012 ohne Rampen und Aufzüge auskommen.

#### Mainz–Worms–Frankenthal–Ludwigshafen am Rhein–Mannheim

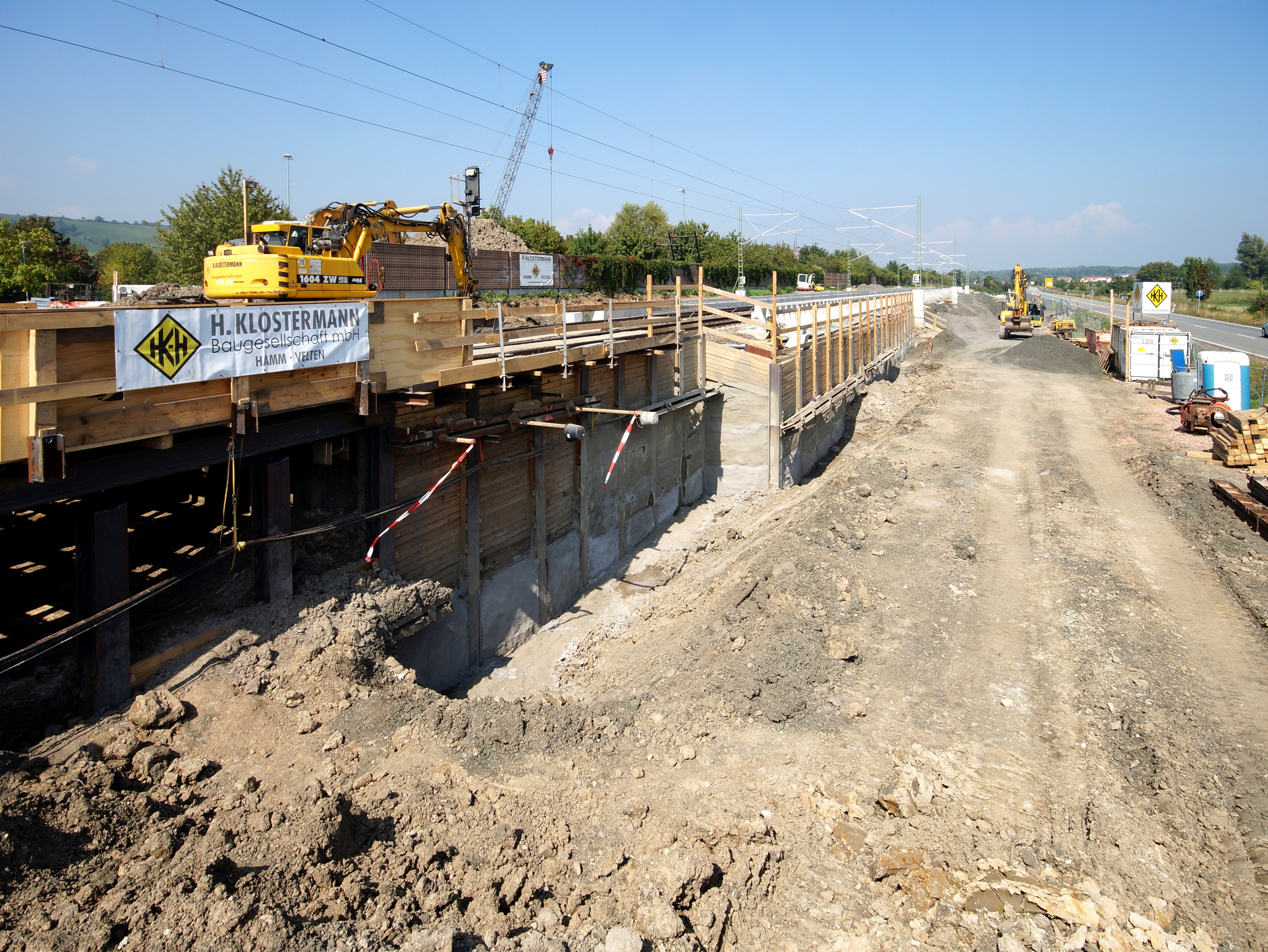
Bau des Dienheimer Haltepunktes im Sommer 2014

Ab Anfang 2006 befand sich die Regionalbahn-Verbindung Mainz–Worms–Frankenthal–Ludwigshafen am Rhein–Mannheim(–Weinheim–Bensheim) im Vorlaufbetrieb mit adaptierten S-Bahn-Zügen der DB-Baureihe 425. Auf der Strecke nach Mainz wurden seit Dezember 2017 die neugestalteten Fahrzeuge der Baureihe 425 eingesetzt, obwohl die Linie damals als RB 44 noch nicht Teil des S-Bahn-Netzes war. Die Strecke Mainz–Ludwigshafen wurde schließlich im Zuge der neuen Linie S 6 zum „kleinen Fahrplanwechsel“ am 10. Juni 2018 in das S-Bahn-System integriert. Mittlerweile kommen hier die neuen Züge der Baureihe 463 zum Einsatz.
Neben dem S-Bahn-gerechten Umbau wurden die neuen Haltepunkte in Dienheim und Frankenthal Süd zum Fahrplanwechsel am 14. Juni 2015 um Mitternacht in Betrieb genommen. Im Bahnhof Mainz Römisches Theater, im Bahnhof Ludwigshafen-Oggersheim sowie in Mettenheim und Bodenheim begannen die Bauarbeiten bereits 2012 bzw. 2013, und weitere zehn Stationen wurden bis Juni 2016 fertiggestellt. Die Station von Mettenheim wurde im September 2013 fertiggestellt. Die zwischenzeitlich geplante Einrichtung weiterer Halte in Roxheim und Worms Süd wurde durch die betroffenen Kommunen nicht weiterverfolgt.

#### Ludwigshafen Hbf–Ludwigshafen BASF Nord
Seit Dezember 2018 ist die BASF SE in Ludwigshafen mit ihren drei Haltepunkten „BASF Nord“, „BASF Mitte“ und „BASF Süd“ angebunden. Dazu wurde die Strecke ausgebaut und elektrifiziert. Die dorthin verkehrenden Züge verkehren seitdem unter der Linienbezeichnung „S 44“ (siehe Abschnitt Liniennetz).

#### Mannheim–Weinheim–Bensheim
In Vorbereitung auf den S-Bahn-Verkehr sowie wegen der hohen Auslastung auf der Bahnstrecke Frankfurt am Main–Heidelberg im Abschnitt Mannheim–Weinheim–Bensheim war geplant, die Bahnsteige von 140 auf 210 Meter zu verlängern, damit auch Langzüge aus drei Einheiten eingesetzt werden könnten. Zudem wurde auf dieser Strecke ein neuer Haltepunkt in Weinheim-Sulzbach errichtet. Hingegen können die angestrebten Haltepunkte in Weinheim Süd und Bensheim Süd aufgrund der Streckenüberlastung vorerst nicht realisiert werden. Zunächst sollte die Strecke als Linie S 7 in das Netz der S-Bahn Rhein-Neckar integriert werden. Der Bahnhof Weinheim sollte bis Juni 2016 entsprechend S-Bahn-Standard umgebaut werden. Es gab jedoch Verzögerungen im Bauablauf aufgrund neuer Erkenntnisse über die Untergrundverhältnisse im Bereich der Aufzugsschächte sowie betrieblicher Einflüsse (Einhaltung des Fahrplans im Personenverkehr).
Die Strecke Mannheim–Weinheim–Bensheim wird seit Dezember 2018 von der verlängerten Linie S 6 bedient.

#### Mannheim–Schwetzingen–Graben-Neudorf–Karlsruhe
Die rechtsrheinische Linie Mannheim–Schwetzingen–Hockenheim–Waghäusel–Graben-Neudorf–Karlsruhe (Bahnstrecke Mannheim–Rastatt) verbindet seit Dezember 2020 als neue Linie S 9 die S-Bahn-Netze Rhein-Neckar und Karlsruhe auf einem sechsten Weg miteinander. Diese Linie sollte zunächst als „S 8“ bezeichnet werden. Da es am Karlsruher Hauptbahnhof bereits eine Linie mit dieser Bezeichnung gibt, wurde Anfang 2020 bekannt, dass stattdessen nun die Bezeichnung „S 9“ verwendet werden sollte. Damit erhält weiterhin die komplette Strecke zwischen Karlsruhe und Biblis eine einheitliche Liniennummer (wie davor RB 2). Neue S-Bahn-Haltepunkte werden in Hirschacker (in Betrieb seit Dezember 2022) sowie Schwetzingen Nord (Inbetriebnahme voraussichtlich bis Ende 2025) errichtet, aber ein zusätzlicher Haltepunkt Graben-Neudorf Süd ist hingegen fahrplantechnisch vorerst nicht realisierbar.
Die Haltepunkte des südlichen Streckenabschnittes zwischen Graben-Neudorf und Karlsruhe sind bereits seit 2011 bzw. 2014 S-Bahn-gerecht ausgebaut. Im nördlichen Streckenabschnitt verfügten die Haltepunkte Neulußheim und Hockenheim bereits über die erforderlichen Bahnsteiglängen und -höhen; hier wurden lediglich Aufzugsanlagen nachgerüstet. Im Jahr 2018 wurden die Umbauarbeiten in Hockenheim, Schwetzingen und Wiesental abgeschlossen. Im Jahr 2019 folgte die Fertigstellung der Stationen Waghäusel und Oftersheim. Die Fertigstellung des Aufzuges und der Treppenüberdachung in Neulußheim verzögerte sich jedoch bis September 2020. Aufgrund der besonderen Lage und Konstruktion des Haltepunktes konnten größere Arbeiten nur bei einer Sperrung der gesamten Station durchgeführt werden.
In Mannheim-Rheinau und Mannheim-Neckarau sollen zwei Kompaktbahnhöfe entstehen, die einen schnellen und barrierefreien Umstieg zu den Straßenbahnen und Bussen der RNV ermöglichen. In Mannheim-Rheinau wurde dieser bis auf kleinere Restarbeiten Ende April 2018 fertiggestellt, die offizielle Einweihung des „Kompaktbahnhofes“ fand am 12. Juli 2019 statt. Im Gegensatz dazu werden für Neckarau noch „die Auswirkungen von Kosten und Nutzen in Bezug auf die Gesamtstrecke geprüft“, sodass die Zukunft des Haltepunktes fraglich ist. In der Zwischenzeit wurden provisorische Bahnsteige an den Gleisen 1 und 2 errichtet, die im Mai 2020 fertiggestellt wurden.
Am 29. März 2021 begannen die Bauarbeiten am Haltepunkt Schwetzingen-Hirschacker, die pünktlich zum Fahrplanwechsel im Dezember 2022 abgeschlossen waren. Der Haltepunkt ist seitdem in Betrieb. Ende Juli 2021 wurde die neue Personenunterführung eingeschoben, welche die beiden Bahnsteige 1 und 2 verbindet.

#### Mannheim–Biblis–Groß-Rohrheim
Auf der hessischen Seite wurde im Dezember 2020 auch die Riedbahn zwischen Mannheim und Groß-Rohrheim als Linie S 9 in das Netz der S-Bahn Rhein-Neckar integriert. War sie ursprünglich nur bis Biblis geplant, konnte der Landkreis Bergstraße die Verlängerung bis zur Tarifgrenze zwischen dem Verkehrsverbund Rhein-Neckar (VRN) und dem Rhein-Main-Verkehrsverbund (RMV) nach Groß-Rohrheim durchsetzen.
Ende Januar 2016 schloss das Land Hessen mit der DB Station&Service AG einen Realisierungs‐ und Finanzierungsvertrag, nach dem sich das Land Hessen am Ausbau der fünf hessischen Stationen Lampertheim, Bürstadt, Bobstadt, Biblis und Groß Rohrheim mit 5 Millionen Euro beteiligen will. Außerdem beteiligen sich die beteiligten Gemeinden über den Zweckverband Verkehrsverbund Rhein-Neckar mit 8,2 Millionen Euro und die Bundesrepublik Deutschland mit 11 Millionen Euro. Die Bauarbeiten begannen am 7. Juli 2016 mit einem symbolischen Spatenstich am Bahnhof Biblis. Die Fertigstellung war bis Ende 2017 geplant. Die Arbeiten in Bobstadt wurden im September 2017 fertiggestellt; Biblis und Lampertheim sind seit Juni 2019 vollständig umgebaut. Die Fertigstellung der Station Groß Rohrheim erfolgte im Oktober 2020; die des Haltepunktes Bürstadt im Juli 2021.
Die zwei noch umzubauenden Stationen in Mannheim (MA-Waldhof, MA-Käfertal) sowie die neue Station in MA-Neuostheim sollen in den Jahren 2021 bis 2024 realisiert werden. Die über Neuostheim und Käfertal verkehrenden Züge verkehren seit Dezember 2022 bereits unter der Linienbezeichnung „S 8“.

#### Mannheim Hbf – Bahnsteig F
Um die Kapazität am Hauptbahnhof Mannheim zu erhöhen und eine hohe Belastung durch Doppelbelegungen mit zwei Zügen im Gleis an den bestehenden Gleisen 7, 9 und 10 in Zukunft vermeiden zu können, wurde ab September 2014 der neue Bahnsteig F mit den Gleisen 11 und 12 errichtet. Dieser wurde ausschließlich für den Nahverkehr errichtet. So sollen zukünftig die S-Bahn-Linie S 9 (Groß-Rohrheim–Mannheim–Schwetzingen–Waghäusel–Karlsruhe), der RE 1 (Koblenz–Trier–Saarbrücken–Mannheim) und der RE 14 (Frankfurt–Mainz–Mannheim) vom neuen Bahnsteig fahren. Dafür mussten zunächst die Güterzuggleise in Richtung B 36 verlegt werden.
Ende 2016 ging bereits das Gleis 12 in Betrieb; im August 2017 wurde auch das Gleis 11 fertiggestellt. Da das Gleis 12 schon in Betrieb ging, als die Personenunterführung am nördlichen Ende des Bahnsteiges noch nicht fertig war, musste bis Juli 2017 eine Übergangslösung eingerichtet werden. Der Zugang zum Gleis 12 erfolgte daher über das Gleis 10a und von dort aus über eine Brücke zum neuen Bahnsteig. Dafür musste das Gleis 10a jedoch für den Zugverkehr gesperrt werden. Das Gleis 10b wurde weiterhin angefahren, jedoch nur aus Süden.

#### Speyer-Süd
Die Errichtung eines neuen Haltepunktes Speyer Süd ist im Zuge der zweiten Ausbaustufe vorgesehen, vor Ort aber politisch stark umstritten. Eine im Mai 2020 geplante Erörterung der zahlreichen Einwendungen musste wegen der Corona-Pandemie abgesagt werden. Der Widerstand führte bereits zu einer Verzögerung gegenüber der ursprünglichen Planung; die Landesregierung hält jedoch weiterhin an den Plänen fest.

### Betrieb ab 2016
Die DB Regio hat nach der im Dezember 2013 begonnenen Ausschreibung im Januar 2015 den Zuschlag für das Los 1 (S 1, S 2, S 3, S 4, S 33) mit etwa 8 Millionen Zugkilometern pro Jahr für den Zeitraum Dezember 2016 bis Dezember 2033 erhalten. Das durch Verzögerungen bei der Ausschreibung dazwischenliegende Jahr wurde mittels eines Übergangsvertrages abgedeckt. Der Verkehr wird weiterhin mit Triebzügen der Baureihe 425 durchgeführt, die hierfür erneuert werden. Zur Erhöhung der Sitzplatzkapazität wird der Fahrzeugpark von 40 auf 77 Fahrzeuge, bis 2018 vorerst nur 64 Fahrzeuge, verstärkt, wofür sechs 425.3 aus Hannover übernommen werden. Zum Paket gehören auch die Pendlerzüge zur BASF ab Dezember 2017 und ein verbessertes Angebot nach Homburg ab 2019. Ein Viertel der Züge soll mit Zugbegleitern besetzt sein, ab 19 Uhr in Rheinland-Pfalz alle, sonst die Hälfte.
Das Los 2, also das Netz 6b der NVBW, wurde nach mehrmaliger Verzögerung Ende September 2015 europaweit ausgeschrieben. Ursprünglich war die Ausschreibung für Anfang 2014 geplant gewesen. Es umfasst mit der Linie nach Mainz 6 Millionen Zugkilometer jährlich. Die Betriebsübernahme für eine Laufzeit von 15 Jahren erfolgte Ende 2020, Ende 2021 soll die Strecke nach Mainz folgen. Wie schon bei der Ausschreibung der Stuttgarter RE-Netze wird den Eisenbahnverkehrsunternehmen dabei angeboten, zur Finanzierung das BW-Modell der 2015 gegründeten Landesanstalt Schienenfahrzeuge Baden-Württemberg (SFBW) zu nutzen. Im Dezember 2016 entschieden sich die Aufgabenträger, die Betriebsübernahme auf Dezember 2020 zu verschieben, da bereits zu diesem Zeitpunkt – noch vor Ende des Verhandlungsverfahrens – absehbar wurde, dass die geforderten Neufahrzeuge sonst nicht rechtzeitig lieferbar sein würden. Am 20. Juni 2017 wurde, nachdem keiner der unterlegenen Bieter einen Nachprüfungsantrag gestellt hatte, DB Regio der Zuschlag erteilt. Auf den enthaltenen Strecken (S 5, S 6, S 8, S 9) werden Neufahrzeuge vom Typ Siemens Mireo eingesetzt. Ein entsprechender Vertrag über 57 dreiteilige Fahrzeuge wurde im August 2017 zwischen der DB Regio AG und Siemens unterzeichnet. Seit dem 10. Dezember 2023 wurde die Linie S 3 von Germersheim über Wörth nach Karlsruhe verlängert. Die Fahrten der S-Bahn ergänzen die Stadtbahn Karlsruhe auf der gleichen Strecke.

## Weitergehende Planungen
Zur zweiten Baustufe gehören noch weitere Vorhaben, die schrittweise bis Ende 2017 hätten umgesetzt werden sollen.

### Ausbau der Rheintalbahn
Aufgrund der hohen Auslastung auf der Rheintalbahn im Abschnitt Bruchsal–Heidelberg ist geplant, die Bahnsteige von 140 auf 210 Meter zu verlängern, damit auch Langzüge aus drei Einheiten eingesetzt werden können. Dies ist vor allem deswegen nötig, da sich eine engere Vertaktung aufgrund von Mitnutzung der Rheintalbahn durch andere Nah-, Fern- und Güterzüge nicht realisieren lässt.

### Geplantes Betriebskonzept
Riedbahn, Main-Neckar-Bahn sowie die Strecke Mannheim–Heidelberg befinden sich aufgrund der hohen Belastung durch Fern-, Regional- und Güterverkehr an der Kapazitätsgrenze. Durchbindungen und Taktzeiten der S-Bahn müssen sich daher nach den wenigen verbleibenden Trassen auf den Strecken richten, zumal die ersehnte Entlastung durch die geplante Neubaustrecke Frankfurt–Mannheim in die Ferne gerückt ist.
Den Ausschreibungen zufolge wurde die ursprünglich geplante Über-Eck-Durchbindung der beiden Zweige nach Biblis und Bensheim in Mannheim ebenso verworfen wie die Durchbindung von Mainz über Mannheim nach Eppingen bzw. Aglasterhausen. Zuvor wurden bereits Überlegungen zurückgestellt, diese Linie zwischen Mannheim Hauptbahnhof und Heidelberg Hauptbahnhof als Expresslinie ohne weiteren Halt verkehren zu lassen.
Das durch die Ausschreibung vorgegebene Betriebskonzept sieht stattdessen eine Durchbindung des Streckenastes von Mainz über Worms und Mannheim nach Bensheim vor, die inzwischen (Stand Oktober 2022) realisiert wurde. Die Riedbahnstrecke aus Groß-Rohrheim sollte bis Anfang 2020 hingegen am Mannheimer Hauptbahnhof enden (seitdem geplante Durchbindung von Groß-Rohrheim bis Karlsruhe).
Seitens der Aufgabenträger bestehen konkrete Planungen, ab Dezember 2026 die Durchbindungen der Linien S1 bis S4 zu ändern. Dabei sollen die beiden nachfragestärkeren Äste Homburg–Mannheim und Mannheim–Heidelberg–Karlsruhe sowie die nachfragschwächeren Äste Osterburken–Mannheim und Mannheim–Speyer–Karlsruhe miteinander verknüpft werden. Die Aufgabenträger erhoffen sich, hierdurch die Komplexität des Betriebsprogramms zu verringern, indem die Zahl der Fahrzeugkapazitätsanpassungen im Mannheimer Hauptbahnhof reduziert wird.

### Visionen

#### Reaktivierung Homburg–Zweibrücken
Am 7. Mai 2012 feierte die rund 11 Kilometer lange Bahnstrecke ihr 155-jähriges Bestehen. In dessen Rahmen bot der „Verein zur Förderung des Schienenverkehrs in und um Zweibrücken e. V.“ u. a. Draisinenfahrten zwischen den Haltepunkten Schwarzenacker und Homburg-Beeden an. Der Verein bezeichnete diese Aktion als „Endspurt zur S-Bahn-Verlängerung“. Im Rahmen der Neuausschreibung des Rheinland-Pfalz-Taktes 2015 ist geplant, die S-Bahn-Linie S 1, die derzeit in Homburg (Saar) Hbf endet, nach Zweibrücken zu verlängern. Darüber hinaus war im Gespräch, auch den Flugplatz Zweibrücken an das S-Bahn-Netz über die derzeit stillgelegte Hornbachtalbahn und einen teilweise neugebauten Streckenabschnitt anzubinden. Dies wurde jedoch durch die Schließung des Flughafens obsolet.
Bislang ist der Versuch einer Reaktivierung der Bahnstrecke Homburg–Zweibrücken am Saarland gescheitert. Nach einer Machbarkeitsstudie aus dem Jahr 2006 würden sich die Gesamtinvestitionskosten auf rund 11,4 Millionen Euro und die Betriebskosten aufgrund des aktuell langen Aufenthalts der S-Bahn von bis zu 50 Minuten in Homburg auf nur etwa 900.000 Euro belaufen.
Die Studie bezeichnete das Vorhaben mit einem Nutzen-Kosten-Faktor von 1,38 als volkswirtschaftlich sinnvoll.
Von den beiden Bundesländern Saarland und Rheinland-Pfalz wurde 2010 eine Vorentwurfsplanung in Auftrag gegeben, welche die aktuellen Kosten einer Streckenreaktivierung und eines Streckenausbaus aufzeigen sollte. Im September 2013 wurde diese den zuständigen Ministerien von Bund und Land übergeben und im Dezember 2013 der Öffentlichkeit vorgestellt. Darin sind explizit alle Maßnahmen und Kostenpunkte aufgezeigt, die für eine Wiederinbetriebnahme der Strecke notwendig sind. Die Vorentwurfsplanung kostete die beiden Bundesländer rund 700.000 Euro und nennt für eine Realisierung des Projektes Kosten zwischen 21,7 und 25,7 Millionen Euro. Die Reaktionen auf die Untersuchungen fallen seitens der Bevölkerung und des engagierten Zweibrücker Vereins durchweg positiv aus. Eine Entscheidungsgrundlage bietet nun eine weitere Kosten-Nutzen-Untersuchung (NKU), die einen „monetär bewerteten Nutzen“ von 1,24 erreicht hat. Bis zum Sommer 2015 war geplant, die Finanzierungsfrage, insbesondere der Betriebskosten, zu klären und anschließend die Detailplanung als Basis des Planfeststellungsverfahrens in Auftrag zu geben.
Ein Spitzentreffen der beiden zuständigen Verkehrsminister Anke Rehlinger und Volker Wissing am 20. Dezember 2016 in Zweibrücken ergab eine Einigung bei der Kostenaufteilung zur gemeinsamen Beauftragung der sogenannten Leistungsphasen 3 und 4. Nach einem Beschluss des rheinland-pfälzischen Ministerrates am 31. Januar 2017 sollte das Land Rheinland-Pfalz neben den Anteilen seines eigenen Territoriums jeweils die Hälfte der Investitionskosten und der Betriebskosten des Saarlandes für eine Dauer von 20 Jahren übernehmen. Am 14. Februar 2017 stimmte auch der Saarländische Ministerrat zu. Für die Kosten des rheinland-pfälzischen Streckenanteils von 26,4 % ging das MWVLW von einer GVFG-Förderung von 60 % aus, 15 % der zuwendungsfähigen Baukosten sowie die Planungs- und nicht zuwendungsfähigen Kosten sollten vom Zweckverband Verkehrsverbund Rhein-Neckar (ZRN) getragen werden. Das Land Rheinland-Pfalz würde somit etwa 34 Millionen Euro zahlen, das Saarland in den ersten zwanzig Jahren 10 Millionen Euro. Der rheinland-pfälzische Verkehrsminister erwartete 2017 die Aufnahme der Verkehrsleistungen zum Fahrplanwechsel am 12. Dezember 2021, der saarländische für Ende 2024.
Im Juli 2020 billigte das Bundesverkehrsministerium die Entwurfsplanung für eine Verlängerung der S-Bahnstrecke von Homburg nach Zweibrücken und stellte eine Erhöhung der Fördersumme von 60 % auf bis zu 90 % in Aussicht. Im Rahmen des Planfeststellungsverfahrens zur Reaktivierung der Strecke konnten die Bürger zwischen April und Mai 2021 die Planungsunterlagen einsehen und Beschwerden sowie Stellungnahmen vorbringen. Die daraufhin eingegangenen etwa 135 Anregungen werden von der DB Netz AG bearbeitet und wirken sich beispielsweise auf die Planung der vorgesehenen Haltepunkte ein. Laut Terminplan der Bahn vom Januar 2022 soll die Inbetriebnahme der neuen Strecke im Jahr 2025 erfolgen.
Eine Reaktivierung käme sowohl der strukturschwachen Westpfalz als auch dem auf saarländischer Seite gelegenen, seit Mai 2009 von der UNESCO als Biosphärenreservat anerkannten Bliesgau zugute. 2012 wurde es sogar zum „Fahrziel Natur“ der Deutschen Bahn. Zudem würde eine Reaktivierung die Stadt Zweibrücken an den überregionalen Fern- und Nahverkehr besser anschließen. Die Fahrzeit mit der S-Bahn wäre von Homburg nach Zweibrücken in 10 Minuten statt bisher mit dem Bus in 30 Minuten möglich. Der Großteil des zu reaktivierenden Streckenabschnittes verläuft auf saarländischem Gebiet. Dazu sind etwa sieben Kilometer zu reaktivieren und zu elektrifizieren, drei Kilometer sind Teil der bestehenden Schwarzbachtalbahn und nur zu elektrifizieren. Die Landesregierung des Saarlandes müsste einen Großteil der Kosten übernehmen. Rheinland-Pfalz hat sich für eine anteilige Kostenübernahme des saarländischen Anteils ausgesprochen. Zustimmung zur Umsetzung des Bahnprojektes kommt auch von einer breiten Bevölkerungsschicht des Saarpfalz-Kreises, von Kommunalpolitikern und vom Verkehrsclub Deutschland (VCD), Landesverband Saar.
Aktuell wird eine Inbetriebnahme im Jahr 2028 angestrebt.

#### Anbindung Air Base Ramstein
Angestrebt wird auch eine Direktanbindung der Air Base Ramstein über einen stillgelegten Gleisanschluss vom Rangierbahnhof Einsiedlerhof.

#### Flomersheimer Kurve: Grünstadt–Ludwigshafen
2002 wurde die Einbindung des nördlichen Landkreises Bad Dürkheim in das S-Bahn-Netz diskutiert. Durch den Bau der sogenannten Flomersheimer Kurve südlich von Frankenthal entstünde die Möglichkeit einer direkten Durchbindung von Grünstadt und Freinsheim nach Ludwigshafen/Mannheim bzw. zum BASF-Werksgelände ohne den derzeitigen Fahrtrichtungswechsel am Frankenthaler Hauptbahnhof. Kostengründe sowie der lokale Widerstand von Frankenthaler Seite führten jedoch dazu, dass das bereits im Landesentwicklungsplan verzeichnete Projekt vorerst auf Eis gelegt wurde.

#### S-Bahn-Lückenschluss auf der Riedbahn
Bislang ungelöst ist auch die Frage eines Lückenschlusses zwischen den S-Bahn-Verkehren auf der Riedbahn. Die S-Bahn Rhein-Main (Linie S 7) führt nur bis Riedstadt-Goddelau. Mittelfristiges Ziel ist es, die S-Bahn-Lücke bis Groß-Rohrheim, die bislang durch einen stündlich verkehrenden Regional-Express überbrückt wird, zu schließen.
Als Lösungsmöglichkeiten wurden diskutiert:
- Verlängerung der S-Bahn Rhein-Main (Linie S 7) bis nach Biblis oder Worms Hbf, dort Anbindung an die S-Bahn Rhein-Neckar
- Verlängerung der S-Bahn Rhein-Main (Linie S 7) sowie der S-Bahn Rhein-Neckar (Linie S 9) bis hin zu einem gemeinsamen Verknüpfungspunkt in Gernsheim
- Verlängerung der S-Bahn Rhein-Neckar (Linie S 9) zum Endbahnhof der S-Bahn Rhein-Main (Linie S 7) in Riedstadt-Goddelau
- Verlängerung der S-Bahn Rhein-Neckar (Linie S 9) bis nach Groß Gerau-Dornberg, mit eventueller Weiterführung nach Groß Gerau oder Darmstadt (siehe hierzu auch: S-Bahn Rhein-Main#Weitere Planungen im eigentlichen S-Bahn-Netz)
- Übernahme des kompletten S-Bahn-Verkehrs auf der Riedbahn bis Frankfurt am Main Hauptbahnhof durch die S-Bahn Rhein-Neckar

## Fahrzeuge

### Baureihe 425 „S-Bahn Rhein-Neckar“
Mit Start der S-Bahn Rhein-Neckar im Jahr 2002 wurden auf den Linien Fahrzeuge der zweiten Bauserie der Baureihe 425 eingesetzt. Diese Fahrzeuge verfügen über eine Toilette sowie eine im Vergleich zur Baureihe 423 geringere Anzahl an Fahrgasttüren. Sie haben eine Fußbodenhöhe von 780 mm. Mit Klapptritten ist ein niveaugleicher Übergang vom Bahnsteig möglich.

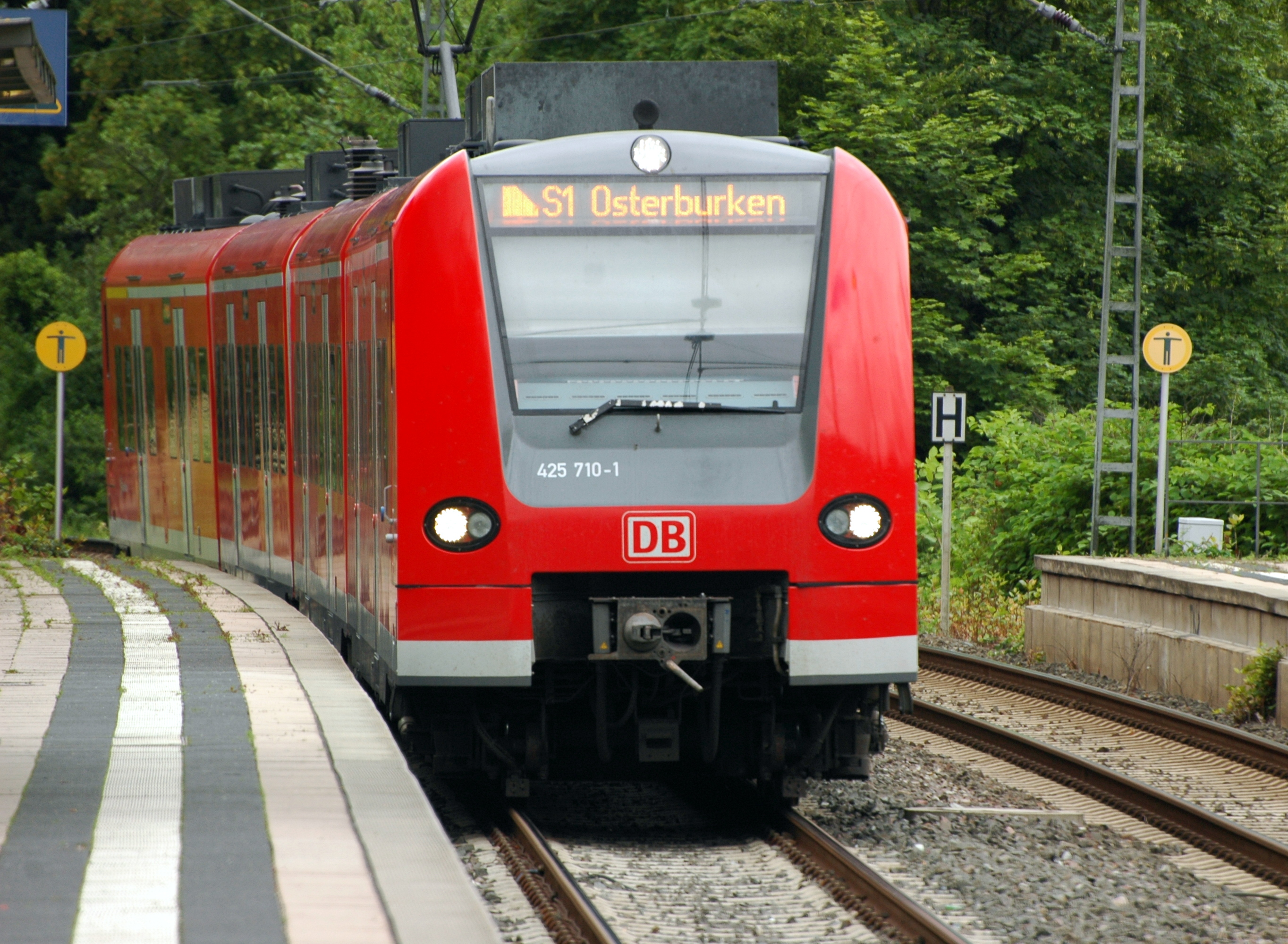
Neu gestalteter Triebzug der Baureihe 425 der S-Bahn Rhein-Neckar in Heidelberg-Schlierbach/Ziegelhausen

Mit dem wachsenden Liniennetz entstand ein zusätzlicher Fahrzeugbedarf. So wurden ab Oktober 2015 für das Los 1 der S-Bahn Rhein-Neckar neben den 40 ursprünglichen S-Bahn-Zügen (425.2) noch 37 weitere Fahrzeuge umgebaut, die zuvor größtenteils auf den Regionalbahn-Linien im Rhein-Neckar-Raum eingesetzt wurden. Aber auch Fahrzeuge aus Hannover und Nordrhein-Westfalen wurden übernommen. Insgesamt wurden bei der ersten Umbauphase also 77 Fahrzeuge (11× 425.0, 40× 425.2, 6× 425.3 und 20× 425.4) einer Neugestaltung unterzogen. Darüber hinaus wurden in einer zweiten Phase weitere 14 Fahrzeuge bis April 2018 umgebaut, die zunächst auf der Linie S 6 nach Mainz zum Einsatz kamen.
Die Fahrzeuge, die über fest eingebaute Stufen verfügten, erhielten im Rahmen der Neugestaltung Klapptritte. Die Sitzplätze in der zweiten Klasse erhielten neue Polster mit Kopfstützen aus Leder. In der ersten Klasse, deren zwölf Sitzplätze am Wagenende 1 zu finden sind, sind die Sitze komplett mit Echtleder bezogen. In den Mehrzweckbereichen wurden Stangen zum Schutz der Fenster angebracht.
Außerdem wurde ein neues Fahrgastinformationssystem eingebaut. In den Fahrzeugen wurden 19-Zoll-Bildschirme eingebaut, an denen über aktuelle Fahrtinformationen und Anschlussmöglichkeiten informiert wird. Weiterhin erhielten alle Fahrzeuge Überwachungskameras und USB-Ladedosen. Fahrkartenautomaten sind in keinem der Fahrzeuge mehr vorhanden.

### Baureihe 463 – Siemens Mireo

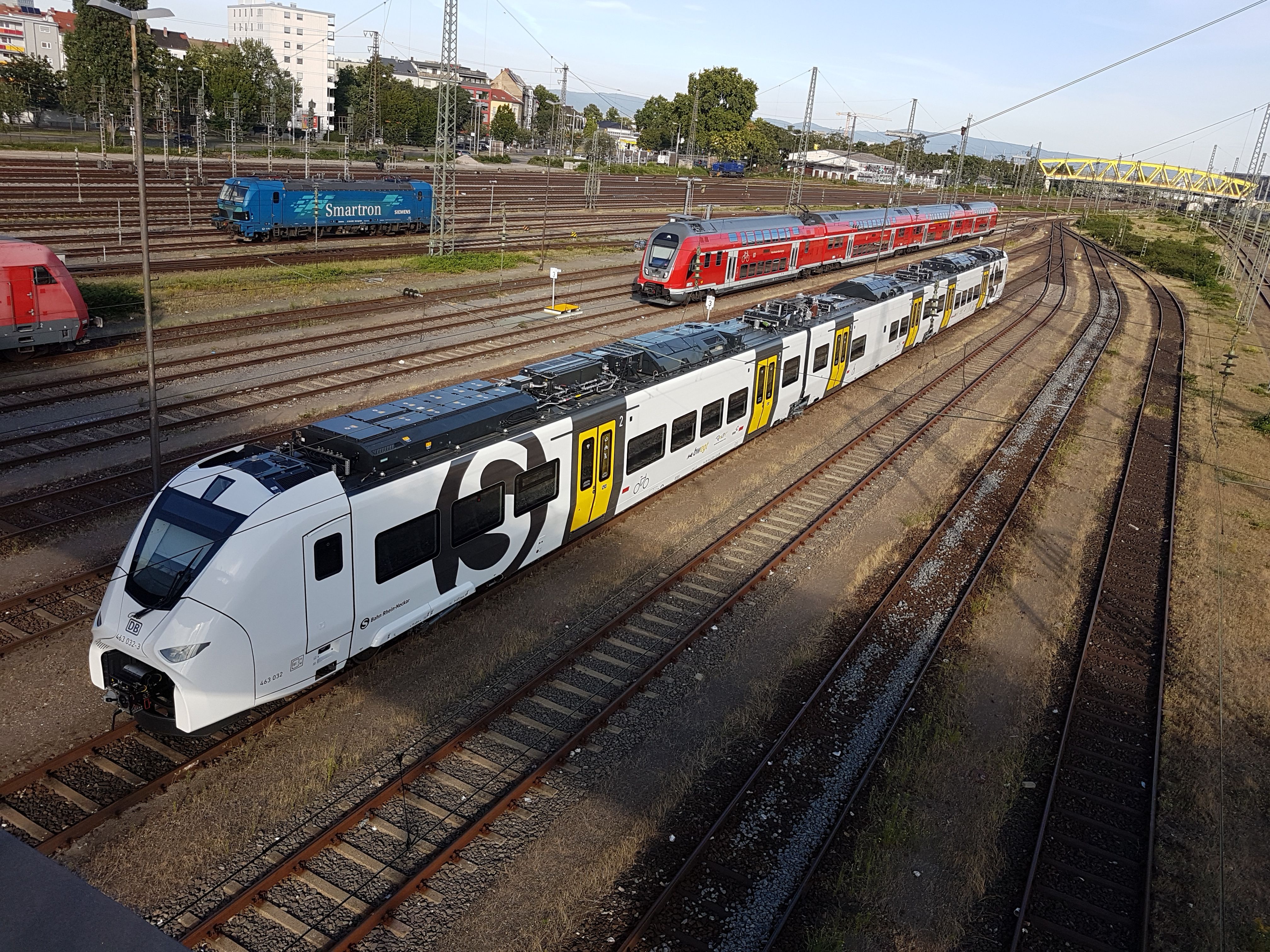
Siemens Mireo in Mannheim

Für das Los 2 wurden im August 2017 57 dreiteilige Fahrzeuge vom Typ Siemens Mireo für rund 340 Millionen Euro bestellt. Diese kommen ab Dezember 2020 auf den neuen S-Bahn-Linien zum Einsatz. Die ersten drei Triebzüge wurden Anfang Juli 2020 ausgeliefert; bis zum Betriebsstart am 13. Dezember 2020[veraltet] sollen 38 weitere folgen. Im Rahmen eines Vorlaufbetriebes kam es im September 2020 zu ersten Einsätzen auf der Linie S 9.
Die 70 Meter langen Fahrzeuge bieten 200 Sitzplätze, 26 Fahrradstellplätze und kostenfreies WLAN für die Fahrgäste. Durch eine integrierte Spaltüberbrückung sollen mobilitätseingeschränkte Personen auch ohne Hilfe den stufenlosen Ein- und Ausstieg zu den 76 cm hohen Bahnsteigen nutzen können. Die Außenlackierung der Fahrzeuge ist nicht mehr Verkehrsrot, sondern Hellgrau mit dunkelgrauen Abschnitten in den Türbereichen und einem großen S-Bahn-Logo. Die Türen selbst heben sich durch ihre gelbe Farbe von dem dunkelgrauen Hintergrund ab. In der Wahl der Farben ist das Design somit dem bwegt-Landesdesign der Nahverkehrsgesellschaft Baden-Württemberg angenähert.

### Namensliste der Triebwagen
Für folgende Fahrzeuge wurde bisher eine Städtepatenschaft abgeschlossen:
(Die Taufe ist sinngemäß in der Liste von ICE mit Städtenamen erläutert.)
| Fahrzeug  | Name                       | Getauft am        | Bemerkung                           |
| --------- | -------------------------- | ----------------- | ----------------------------------- |
| 425 201-1 | Mosbach                    | 27. November 2006 |                                     |
| 425 202-9 | Neustadt an der Weinstraße | 21. März 2007     |                                     |
| 425 203-7 | Wiesloch-Walldorf          | 24. Juni 2007     |                                     |
| 425 204-5 | Haßloch                    | 7. Juni 2008      |                                     |
| 425 205-2 | Germersheim                | 27. August 2008   | ehemaliger Musterzug ET 425redesign |
| 425 206-0 | Mannheim                   | 13. Dezember 2008 |                                     |
| 425 207-8 | Ludwigshafen am Rhein      | 13. Dezember 2008 |                                     |
| 425 208-6 | Eberbach am Neckar         | 18. Oktober 2009  |                                     |
| 425 209-4 | Speyer                     | 27. März 2010     |                                     |
| 425 210-2 | Heidelberg                 | 12. Mai 2010      |                                     |
| 425 211-0 | Bruchsal                   | 16. Oktober 2010  |                                     |
| 425 212-8 | Kaiserslautern             | 19. März 2011     |                                     |
| 425 213-6 | Sinsheim (Elsenz)          | 9. Oktober 2011   | [ 68 ]                              |
| 425 214-4 | Seckach                    | 21. Juli 2012     |                                     |
| 425 215-1 | Osterburken                | 13. Oktober 2013  |                                     |
| 425 216-9 | Meckesheim                 | 30. November 2013 |                                     |
| 425 217-7 | Schifferstadt              | 14. November 2016 |                                     |
| 425 218-5 | Homburg (Saar)             | 3. November 2016  |                                     |
| 425 219-2 | Bad Schönborn              | 1. Dezember 2016  |                                     |
| 425 220-1 | Karlsruhe                  | 13. März 2017     | [ 69 ]                              |
| 425 222-7 | Worms                      | 25. Mai 2018      | [ 70 ]                              |
| 425 223-5 | Binau                      | 7. April 2019     | [ 71 ]                              |